# Taurotettix
Taurotettix — род цикадок из отряда Полужесткокрылых. 

## Описание
Цикадки размером 5-6 мм. Стройные, с закругленно-треугольно выступающей головой. Темя уплощено. В СССР 4 вида.  
- Taurotettix beckeri (Fieber, 1885)